# 1242. grenadirski polk (Wehrmacht)
1241. grenadirski polk (izvirno nemško 1241. Grenadier-Regiment; kratica 1241. GR) je bil pehotni polk Heera v času druge svetovne vojne.

## Zgodovina
Polk je bil ustanovljen 10. februarja 1945 iz šolskih enot za obrambo Küstrina.